# La Courneuve
La Courneuve település Franciaországban, Seine-Saint-Denis megyében. Lakosainak száma 47 086 fő (2022. január 1.). La Courneuve Pantin, Bobigny, Drancy, Le Bourget, Dugny, Stains, Aubervilliers és Saint-Denis községekkel határos.

## Népesség
A település népességének változása:
| Lakosok száma | 36 915 | 40 678 | 41 733 | 42 712 | 43 054 | 43 946 | 45 053 | 46 828 | 47 160 | 47 086 |
|               | 2008   | 2013   | 2015   | 2016   | 2017   | 2018   | 2019   | 2020   | 2021   | 2022   |